# 钱伯斯 (公司)
钱伯斯合伙公司（Chambers and Partners、Chambers & Partners）是一家英国伦敦的评级公司，为律师、律所等提供评级。

## 历史
奥巴赫和钱伯斯有限公司（Orbach and Chambers Publishing Limited）于1969年12月19日在伦敦创立，钱伯斯合伙公司原该公司1989年建立的一个分部。
2018年3月，钱伯斯被卖给私募基金Inflexion Private Equity。